# Arlington Dream
Arlington Dream, född 12 september 2010 i Frankrike, är en fransk varmblodig travhäst som tävlade mellan 2013 och 2020. Han tränades av Philippe Allaire under hela karriären, och kördes då av Yoann Lebourgeois.
Under sin tävlingskarriär sprang han in 1,2 miljoner euro på 82 starter varav 24 segrar och 6 andraplatser samt 5 tredjeplatser. Han tog karriärens största segrar i Prix Camille Lepecq (2017, 2018, 2019).
Han har även segrat i stora lopp som Prix Robert Auvray (2015), Prix Albert Demarcq (2015), Prix Jacques Andrieu (2017, 2018), Prix Henri Desmontils (2017, 2018), Prix de Londres (2017, 2018, 2019), Prix Yvonnick Bodin (2017), Prix Djérid (2018), Prix Théophile Lallouet (2018), Prix Guillaume de Bellaigue (2019) och kommit på andraplats i Prix Guillaume de Bellaigue (2018), Prix Henri Desmontils (2019) och Prix Théophile Lallouet (2019) och på tredjeplats i Prix Constant Hervieu (2016), Prix Jean Paul Fairand (2017), Prix Paul Delanoe (2017) och Prix Georges Dreux (2019).

## Statistik
| Statistik för Arlington Dream (Ref.) | Statistik för Arlington Dream (Ref.) | Statistik för Arlington Dream (Ref.) | Statistik för Arlington Dream (Ref.) | Statistik för Arlington Dream (Ref.) | Statistik för Arlington Dream (Ref.) |
| ------------------------------------ | ------------------------------------ | ------------------------------------ | ------------------------------------ | ------------------------------------ | ------------------------------------ |
| Starter                              | Placeringar                          | Startprissumma                       | Segerprocent                         | Platsprocent                         | Rekord                               |
| 82                                   | 24-6-5                               | 1 209 800 euro                       | 29 %                                 | 43 %                                 | 1.10,6ak,                            |

### Större segrar
| År   | Lopp                        | Kusk              | Vinstbelopp | Grupp   |
| ---- | --------------------------- | ----------------- | ----------- | ------- |
| 2015 | Prix Robert Auvray          | Yoann Lebourgeois | 54 000 EUR  | Grupp 2 |
| 2015 | Prix Albert Demarcq         | Yoann Lebourgeois | 54 000 EUR  | Grupp 2 |
| 2017 | Prix Jacques Andrieu        | Yoann Lebourgeois | 54 000 EUR  | Grupp 2 |
| 2017 | Prix Henri Desmontils       | Yoann Lebourgeois | 54 000 EUR  | Grupp 3 |
| 2017 | Prix de Londres             | Yoann Lebourgeois | 54 000 EUR  | Grupp 2 |
| 2017 | Prix Camille Lepecq         | Yoann Lebourgeois | 54 000 EUR  | Grupp 2 |
| 2017 | Prix Yvonnick Bodin         | Yoann Lebourgeois | 47 250 EUR  | Grupp 3 |
| 2018 | Prix Djérid                 | Yoann Lebourgeois | 49 500 EUR  | Grupp 3 |
| 2018 | Prix Jacques Andrieu        | Yoann Lebourgeois | 54 000 EUR  | Grupp 2 |
| 2018 | Prix Henri Desmontils       | Yoann Lebourgeois | 54 000 EUR  | Grupp 3 |
| 2018 | Prix Théophile Lallouet     | Yoann Lebourgeois | 54 000 EUR  | Grupp 2 |
| 2018 | Prix de Londres             | Yoann Lebourgeois | 54 000 EUR  | Grupp 2 |
| 2018 | Prix Camille Lepecq         | Yoann Lebourgeois | 54 000 EUR  | Grupp 2 |
| 2019 | Prix Guillaume de Bellaigue | Yoann Lebourgeois | 40 500 EUR  | Grupp 3 |
| 2019 | Prix de Londres             | Yoann Lebourgeois | 54 000 EUR  | Grupp 2 |
| 2019 | Prix Camille Lepecq         | Yoann Lebourgeois | 54 000 EUR  | Grupp 2 |